# Maari – Abenteuer am Riff
Maari – Abenteuer am Riff ist eine deutsche Animationsserie, welche erstmals am 28. Oktober 2022 auf KiKA ausgestrahlt wurde.

## Handlung
Die animierte Kinderserie „Maari – Abenteuer am Riff“ entführt junge Zuschauer und Zuschauerinnen in die bunte Unterwasserwelt Australiens. Im Mittelpunkt steht das kleine Krakenmädchen Maari, die mit ihrer neugierigen Art stets bereit ist, neue Dinge zu entdecken. Gemeinsam mit ihren Freunden, der Schildkröte Tuts und der Krabbe Fin, erlebt sie aufregende Abenteuer und lernt dabei wichtige Lektionen über Zusammenhalt, Freundschaft und den Schutz der Meeresumwelt. Die Serie kombiniert kindgerechten Humor mit lehrreichen Inhalten und macht auf spielerische Weise auf ökologische Themen aufmerksam.

## Produktion
Maari – Abenteuer am Riff ist eine Produktion der bigchild Entertainment GmbH. Die Serie umfasst derzeit 40 Episoden in zwei Staffeln, die jeweils eine Länge von ca. 7 Minuten haben. Marius Borjans und Steve Patuta übernahmen die die musikalische Gestaltung für das Projekt.
Der Sender KiKA empfiehlt die Serie für Kinder im Alter von drei bis sechs Jahren.

## Synchronisation
| Rolle       | Originalsprecher     |
| ----------- | -------------------- |
| Maari       | Hedwig Krämer        |
| Maaris Papa | Dennis Sandmann      |
| Fin         | Artur Lacdao         |
| Tuts        | Rosa Liese           |
| Buba        | Emilian Elsner       |
| Spotti      | Balthazar Kuppuswamy |
| Keck        | Kastor Shmonov       |
| Uri         | Sonja Deutsch        |
| Herr Zip    | Roland Wolf          |
| Frau Zip    | Franziska Endres     |

## Episodenliste
| Episodennummer | Titel                                | Erstausstrahlung  |
| -------------- | ------------------------------------ | ----------------- |
| 1              | Das Riff-Fest                        | 28. Oktober 2022  |
| 2              | Der Hochzieher                       | 29. Oktober 2022  |
| 3              | Gespensteralarm!                     | 30. Oktober 2022  |
| 4              | Jelli, die Feuerqualle               | 31. Oktober 2022  |
| 5              | Iggis neues Haus                     | 01. November 2022 |
| 6              | Herr Zip wird Papa                   | 02. November 2022 |
| 7              | Bonbondiebe                          | 03. November 2022 |
| 8              | Wum hat Lampenfieber                 | 04. November 2022 |
| 9              | Krabbenkrabbeln                      | 05. November 2022 |
| 10             | Streit in der Korallenbude           | 06. November 2022 |
| 11             | Hai am Riff!                         | 07. November 2022 |
| 12             | Das Laternenfest                     | 08. November 2022 |
| 13             | Das Grusel-Monster                   | 09. November 2022 |
| 14             | Tuts will nicht zum Panzerputzen     | 10. November 2022 |
| 15             | Geburtstagspasteten für Potts        | 11. November 2022 |
| 16             | Wo ist Zippi?                        | 12. November 2022 |
| 17             | Ich rieche was, was du nicht riechst | 13. November 2022 |
| 18             | Der Riesenfisch                      | 14. November 2022 |
| 19             | Übernachtung im Algenwald            | 15. November 2022 |
| 20             | Doppelgeburtstag                     | 16. November 2022 |

| Episodennummer | Titel                              | Erstausstrahlung |
| -------------- | ---------------------------------- | ---------------- |
| 1              | Das Meeresleuchtfest               | 08. Mai 2025     |
| 2              | Oh nein, Wasserpocken!             | 08. Mai 2025     |
| 3              | Der Familientausch                 | 08. Mai 2025     |
| 4              | Der große Wirbel                   | 09. Mai 2025     |
| 5              | Buba und Keck streiten             | 09. Mai 2025     |
| 6              | Der Müllsammel-Wettbewerb          | 10. Mai 2025     |
| 7              | Fins Schneckengeheimnis            | 11. Mai 2025     |
| 8              | Das Überraschungsfrühstück         | 11. Mai 2025     |
| 9              | Mutprobe in der Abgrundschlucht    | 12. Mai 2025     |
| 10             | Tuts großer Auftritt               | 12. Mai 2025     |
| 11             | Fin wird ausgelacht                | 13. Mai 2025     |
| 12             | Buba und die Kribbeljuckeritis     | 13. Mai 2025     |
| 13             | Piratenspiele                      | 14. Mai 2025     |
| 14             | Das kaputte Kleid                  | 14. Mai 2025     |
| 15             | Fin räumt auf                      | 15. Mai 2025     |
| 16             | Achtung, Krillkrebse!              | 15. Mai 2025     |
| 17             | Bubas falscher Hai-Alarm           | 16. Mai 2025     |
| 18             | Ein Geschenk für Buba              | 16. Mai 2025     |
| 19             | Die Riffkinder wollen mitbestimmen | 17. Mai 2025     |
| 20             | Der Liedwettbewerb                 | 17. Mai 2025     |